# Ellenia
Ellenia is een geslacht van wantsen uit de familie van de Miridae (Blindwantsen). Het geslacht werd voor het eerst wetenschappelijk beschreven door Odo Reuter in 1910.

## Soorten
Het genus bevat de volgende soorten:

- Ellenia novobritannicae Schuh, 1984
- Ellenia novoguinensis Schuh, 1984
- Ellenia obscuricornis (Poppius, 1914)
- Ellenia pallida Carvalho & Costa, 1993